# دون لونغ
دون لونغ (بالإنجليزية: Don Long)‏ هو لاعب كرة قاعدة أمريكي، ولد في 17 مارس 1962 في بريميرتون في الولايات المتحدة.

## وصلات خارجية
- دون لونغ على موقعبيزبول رفرنس.كوم (الدوري الثانوي) (الإنجليزية)